# (3701) Purkyně
3701 Purkyně – planetoida z pasa głównego asteroid okrążająca Słońce w ciągu 4 lat i 250 dni w średniej odległości 2,8 j.a. Została odkryta  20 lutego 1985 roku w Obserwatorium Kleť przez Antonína Mrkosa. Nazwa planetoidy pochodzi od Jana Evangelisty Purkyněgo (1787–1869), czeskiego anatoma i fizjologa. Przed jej nadaniem planetoida nosiła oznaczenie tymczasowe (3701) 1985 DW.